# 日清紡ホールディングス
日清紡ホールディングス株式会社（にっしんぼうホールディングス、英: Nisshinbo Holdings Inc.）は、東京都中央区日本橋人形町に本社を構える日本の持株会社。略称は日清紡。
芙蓉グループ（旧根津財閥系）。旧商号は日清紡績株式会社であり六大紡の一社であった。2009年（平成21年）4月1日に主要事業を会社分割し、商号変更ならびに持株会社へ移行した。
日清を冠する企業のうち、日清製粉グループ本社とは同じ根津財閥系企業で相互出資をする関係だが、日清食品（インスタントラーメン）、日清オイリオグループ、日清医療食品とは一切関係はない。

## 概要
日清紡グループは、エレクトロニクス事業、ブレーキ事業、精密機器事業、化学品事業、繊維事業の5分野の事業領域を形成している。事業の祖業は綿紡績であるが、現在は日本無線グループの無線・通信技術製品を中心としたエレクトロニクス事業および世界トップのシェアを誇る自動車用ブレーキ摩擦材事業が収益源となっている。燃料電池セパレータや触媒の開発も進めている。
2000年代中盤以降、豊富な資産を元にM&Aによる事業再編および企業規模の拡大を進めている。2004年（平成16年）にアパレルメーカーのCHOYAの買収を皮切りに、2005年（平成17年）は新日本無線をTOBで買収、2010年（平成22年）12月には日本無線を子会社化した。これらの結果、エレクトロニクス事業が繊維事業を抜いて最大事業セグメントとなった。2011年（平成23年）11月、ルクセンブルクの大手ブレーキ摩擦材メーカーのTMD Friction Group S.A.を買収し、世界トップシェアの自動車用ブレーキ摩擦材メーカーとなった。2015年（平成27年）には、ワイシャツSAP最大手の東京シャツおよびプラスチック射出成型大手の南部化成を買収した。2007年（平成19年）2月、スティール・パートナーズが日清紡の発行株式のうち5.04%の株式を取得したが、その後全株式を売却した。
吉田茂元首相、根津財閥総帥の根津嘉一郎、日清製粉創始者の正田貞一郎と親交深かった宮島清次郎（日本工業倶楽部元理事長）と、池田勇人内閣時に小林中、水野成夫、永野重雄とともに「財界四天王」と言われ、政界にも絶大な影響力を持った桜田武（日経連元会長）という名経営者を輩出した。
東海道新幹線グリーン車で配布されるコットン製おしぼりは、日清紡の製品が長年にわたって使用されている。導入時は、奥村啓二（後の副社長 - 繊維営業本部長・故人）のコットン製品に対する熱烈な営業による。

## 沿革

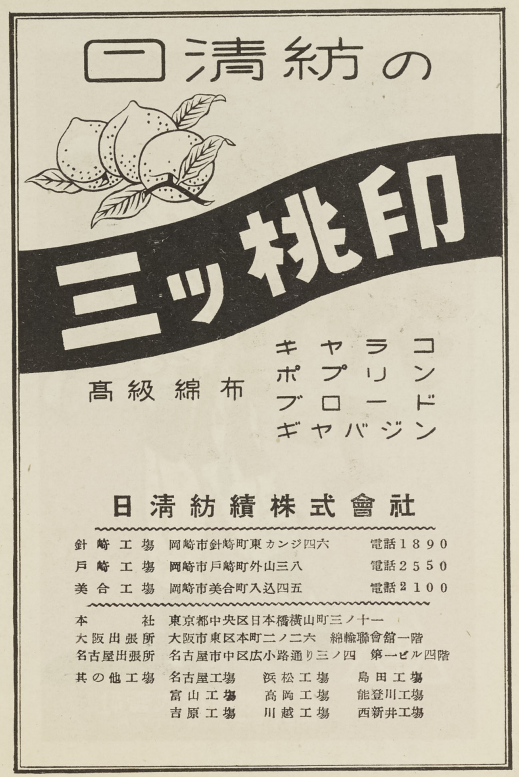
愛知県岡崎市の3工場（針崎工場、戸崎工場、美合工場）の広告。1953年。

- 1906年（明治39年）- 日清紡績株式会社設立発起人会が開催される。社章が内定する。
- 1907年（明治40年）- 日清紡績株式会社として設立。会長に平沼専蔵、専務取締役に佐久間福太郎、福澤桃介が就任。
- 1908年（明治41年）- 旧亀戸本社工場（現・東京都江東区）運転を開始する。
- 1910年（明治43年）- 日比谷平左衛門、会長に就任する。帝国製糸京都工場を買収し、京都工場とする。
- 1913年（大正2年）- 安部幸兵衛が会長に就任。
- 1914年（大正3年）- 安部幸兵衛が社長に、根津嘉一郎が相談役に就任。
- 1915年（大正4年）- 高岡紡績を買収し、高岡工場とする。
- 1919年（大正8年）- 宮島清次郎が社長に就任。
- 1920年（大正9年）- 日本橋出張所（現・本社）を開設。
- 1921年（大正10年）- 岡崎紡績株式会社を合併、岡崎工場（針崎工場）とする。名古屋工場が操業開始。
- 1922年（大正11年）- 中国に青島工場を建設して、操業を開始する。
- 1924年（大正13年）- 東京紡績株式会社を合併、西新井工場とする。
- 1925年（大正14年）- 名古屋営業所を開設。
- 1926年（大正15年）- 大阪出張員詰所を開設。浜松工場が操業開始。
- 1927年（昭和2年）- 帝国紡績の工場を岡崎第三工場（戸崎工場）とする。
- 1928年（昭和3年）- 京都工場を閉鎖。
- 1933年（昭和8年）- 日清レイヨンを設立。富山工場が操業開始。
- 1937年（昭和12年）- 川越紡績を買収、川越工場とする。
- 1938年（昭和13年）- 日清レイヨン株式会社を合併、岡崎レイヨン工場（美合工場）とする。
- 1939年（昭和14年）- 西新井工場隣接地に日清紡績科学研究所が完成する。
- 1940年（昭和15年）- 鷲尾勇平が社長に就任。本社工場を亀戸工場、岡崎工場を針崎工場、岡崎レイヨン工場を美合工場と改名する。
- 1942年（昭和17年）- 愛知物産組を買収、千種工場とする。亀戸工場の操業を停止。
- 1944年（昭和19年）- 針崎工場・戸崎工場を三菱重工業へ賃貸する。美合工場、双発爆撃機尾翼を初出荷。西新井工場、航空機用ブレーキライニングの製造を開始する。湖東紡績を統合して、能登川工場とする。中国・青島に青島支店を開設。
- 1945年（昭和20年）- 桜田武が社長に就任。南進製機明治工場を買収して、浜松工場吉原分工場（後の富士工場）とする。終戦により、青島工場が接収される。亀戸工場、千種工場、名古屋工場が焼失。
- 1946年（昭和21年）- 日清紡績労働組合が結成される。
- 1947年（昭和22年）- 事業部を新設して、非繊維事業への本格参入を開始する。
- 1951年（昭和26年）- 本社を日本橋横山町へ移転する。
- 1952年（昭和27年）- 島田工場の操業を開始。
- 1958年（昭和33年）- 徳島工場の操業を開始。
- 1959年（昭和34年）- 高岡工場の運転を中止。伊勢湾台風により名古屋工場が被災。
- 1962年（昭和37年）- 西新井工場を西新井化成工場、浜松工場吉原分工場を吉原製紙工場へ改名する。
- 1964年（昭和39年）- 露口達が社長に就任。
- 1967年（昭和42年）- 藤枝工場の操業を開始。
- 1972年（昭和47年）- ブラジル日清紡を設立。
- 1973年（昭和48年）- 山本啓四郎が社長に就任。島田工場に製紙工場を増設。
- 1979年（昭和54年）- 中瀬秀夫が社長に就任。
- 1981年（昭和56年）- 館林化成工場の操業を開始。能登川工場のバレーチームが全日本実業団、琵琶湖国体で優勝。
- 1986年（昭和61年）- 田邊辰男が社長に就任。美合工機工場が発足。
- 1987年（昭和62年）- 浜北精機工場の操業を開始。日清紡のビジョンを作成。美合工場が緑化で内閣総理大臣賞を受賞。
- 1988年（昭和63年）- 現在のコーポレートマークを導入。千葉県旭市に旭テストコースを新設。日清紡国際会議を開催。
- 1990年（平成2年）- 吉原製紙工場を富士工場に改称。
- 1992年（平成4年）- 千葉工場（現旭事業所）の操業を開始。
- 1993年（平成5年）- 本社を東京都中央区日本橋人形町へ移転。西新井化成工場を東京工場に、舘林化成工場を館林工場へ改称する。ヨーロッパ日清紡を設立する。SSP（スーパーソフトピーチフェイズ）の販売を開始する。
- 1994年（平成6年）- 望月朗宏が社長に就任。SSPが日経優秀製品・サービスの最優秀賞を受賞。
- 1995年（平成7年）- インドネシアでニカワ・インダストリーの操業を開始。米国に日清紡オートモーティブを設立。
- 1996年（平成8年）- タイに日清紡ソンブーンオートモーティブを設立。
- 1997年（平成9年）- 米国に日清紡オートモーティブ・マニュファクチャリング・インクを設立。戸崎工場を閉鎖。
- 1998年（平成10年）- インドネシアにギステック・ニッシンボウ・インドネシアを設立。
- 1999年（平成11年）- 千葉市に研究開発センター（現・中央研究所）を設置。韓国にセロン・オートモーティブ・コーポレーションを設立。
- 2000年（平成12年）- 指田禎一が社長に就任。戸崎工場跡地にイオン岡崎ショッピングセンターオープン。コンティネンタル・テーベス（現・コンティネンタル・オートモーティブ）を設立。
- 2001年（平成13年）- 能登川工場の操業を停止。
- 2002年（平成14年）- 日清紡績（上海）有限公司を設立。東京工場の操業を停止。
- 2004年（平成16年）- CHOYAを子会社化。浜松工場を閉鎖。
- 2005年（平成17年）- 新日本無線を子会社化。豊田工場の運転を開始。
- 2006年（平成18年）- 岩下俊士が社長に就任。日本無線、長野日本無線を関連会社化。富山工場・名古屋工場を閉鎖。
- 2007年（平成19年）- 創立100周年。針崎工場を閉鎖。
- 2008年（平成20年）- 各工場を「事業所」へ名称変更。また、研究開発センターを中央研究所、千葉事業所を旭事業所と名称変更。
- 2009年（平成21年）- 日清紡ホールディングスに商号変更。新設の日清紡テキスタイル（繊維事業）、日清紡ブレーキ（ブレーキ装置事業）、日清紡ペーパープロダクツ（紙製品事業）、日清紡メカトロニクス（産業機械事業）、日清紡ケミカル（化学製品事業）に事業分割。既存の子会社も各事業会社の傘下となる。鵜澤静が社長に就任。中央研究所隣接地に千葉事業所が操業を開始。川越事業所を閉鎖。
- 2010年（平成22年）- 日本無線、長野日本無線を子会社化。
- 2011年（平成23年）- TMD Frictionを子会社化。
- 2012年（平成24年）- 日清紡ホールディングス製キャパシタがトヨタ・TS030 HYBRIDへ搭載され、FIA 世界耐久選手権（含む、ル・マン24時間レース）へ参戦した。その後、続けてトヨタ・TS040 HYBRIDにも搭載され、2014年は年間チャンピオンとなった（2015年が最終搭載年）。
- 2013年（平成25年）- 河田正也が社長に就任。
- 2015年（平成28年）- CHOYAを解散。東京シャツ、南部化成を子会社化する。株式の所属業種が、繊維製品から電気機器へ変更となる。
- 2017年（平成29年）- 紙製品事業を大王製紙に譲渡。本体の紙製品事業を子会社の日清紡ペーパープロダクツに会社分割した上で、同社の全株式を大王製紙に売却した[2][3]。日本無線を完全子会社化。
- 2018年（平成30年）- 新日本無線を完全子会社化[4]。
- 2020年（令和2年）- 東証以外の株式上場廃止。
- 2023年（令和5年）
  - 5月31日 - 同年7月31日付で日本産業パートナーズ系列のファンドが保有している日立国際電気の株式（全株式の80%）を取得し、子会社化する予定であると発表[5][6]。
  - 7月28日 - 上記日立国際電気の株式取得について、公正取引委員会における企業結合審査に要する時間を考慮し、当初予定の7月31日から延期すると発表[7]。
  - 12月27日 - 上記の株式取得が完了し（HVJホールディングス株式会社の全株式を取得）、日立国際電気を連結子会社化したことを発表。併せて1年後の2024年12月27日に日立国際電気の商号を株式会社国際電気に変更することも発表された[8]。

## 歴代社長
1. 安部幸兵衛
2. 宮島清次郎
3. 鷲尾勇平
4. 桜田武
5. 露口達
6. 山本啓四郎
7. 中瀬秀夫
8. 田邊辰男
9. 望月朗宏
10. 指田禎一
11. 岩下俊士
12. 鵜澤静
13. 河田正也
14. 村上雅洋

## 事業所

### 支社・支店
- 大阪支社（大阪府大阪市中央区）
- 名古屋支店（愛知県名古屋市中区）

### 製造拠点・研究所
- 吉野川事業所（徳島県吉野川市）
- 徳島事業所（徳島県徳島市）
- 美合工機事業所（愛知県岡崎市）
- 浜北精機事業所（静岡県浜松市浜名区）
- 藤枝事業所（静岡県藤枝市）
- 館林事業所（群馬県邑楽郡邑楽町）
- 千葉事業所（千葉県千葉市緑区）
- 土気事業所（千葉県千葉市緑区）
- 旭事業所（千葉県旭市）
- 中央研究所（千葉県千葉市緑区）

### 過去に存在した拠点
- 亀戸工場（東京都江東区）
- 京都工場（京都府京都市）
- 青島工場（中華民国青島市）
- 高岡工場（富山県高岡市）
- 千種工場（愛知県名古屋市千種区）
- 戸崎工場（愛知県岡崎市） - 現在のイオンモール岡崎
- 能登川工場（滋賀県神崎郡能登川町：現・東近江市）
- 名古屋工場（愛知県名古屋市南区） - 現在のアピタ名古屋南店など
- 東京工場（東京都足立区） - 現在の西新井ヌーヴェル
- 浜松工場（静岡県浜松市浜名区）
- 富山工場（富山県富山市）
- 針崎工場（愛知県岡崎市）
- 川越事業所（埼玉県川越市） - 2010年1月に解体
- 美合事業所（愛知県岡崎市）
- 島田事業所（静岡県島田市）
- 富士事業所（静岡県富士市）
- 豊田事業所（愛知県豊田市）

## 関連会社
無線・通信事業
- 日本無線
  - 長野日本無線
  - 上田日本無線
- JRCモビリティ
- 国際電気
  - HYSエンジニアリングサービス
  - 五洋電子

マイクロデバイス事業
- 日清紡マイクロデバイス

ブレーキ事業
- 日清紡ブレーキ
  - TMD Friction（ドイツ語版）

精密機器事業
- 日清紡メカトロニクス
  - 南部化成

化学品事業
- 日清紡ケミカル

繊維事業
- 日清紡テキスタイル
  - 東京シャツ

その他事業
- 日清紡都市開発
- コンティネンタル・オートモーティブ（独・コンティネンタルAG社との合弁会社）
- ニッシントーア·岩尾株式会社（旧・東亜実業）

## かつての子会社
- 東邦レーヨン - 帝人傘下となった後、東邦テナックスに商号変更。2018年4月、親会社である帝人に吸収合併され解散。
- アロカ（後の日立アロカメディカル）
- CHOYA
- 日清紡ペーパープロダクツ - 大王製紙に譲渡。現・ダイオーペーパープロダクツ。
  - 日清紡ポスタルケミカル（現・ダイオーミウラ）

## 広報活動

### テレビ・ラジオ提供または提供枠のある番組（全て過去）
- 日本テレビ系列
  - 恋する地球ものがたり（関東ローカルミニ番組）
- TBS系列
  - 逸見のその時何が!（毎日放送制作）
- フジテレビ系列
  - ガンスモーク
  - 関西テレビ制作火曜夜10時枠の連続ドラマ（第1期）
  - 女の勲章（月丘夢路主演版）（関西テレビ制作）
  - 土曜劇場
- テレビ朝日系列
  - クイズタイムショック（一時期、記念品贈呈時アナウンスは「桃のマークの日清紡」。）

### CMキャラクター

#### 現在
- マーズ、マーサ（マレーグマ）（天王寺動物園）、マーチン、マー子（マレーグマ）（東山動物園）（2021年4月 - ）

また動物をCMに採用した初期は馬に「♪ニッシンボー 名前は知ってるけど～」「♪ニッシンボー 何をやってるかは知らない～」と歌わせる自虐CMを展開し、祖業である繊維・素材を中心に基本的にB to B企業であることによる一般知名度の低さ、それ故のリクルートメント面での不利を拭おうとした。

#### 過去
- 堀北真希（コットンフィール）
- 佐倉絵麻（2009年 - 2012年）
- 深田恭子（2015年）
- きゃりーぱみゅぱみゅ（2016年）
- 犬（2010年代）

### スポーツ
- 卓球への協賛
  - 卓球日本代表
- テニスへの協賛
  - 山﨑順平 - 所属プロテニスプレーヤー

#### かつての所属プロ
- テニスへの協賛
  - 辻佳奈美
  - 江原弘泰